# Aulander, North Carolina
Aulander, North Carolina (енгл. Aulander) град је у америчкој савезној држави Северна Каролина.

## Демографија
По попису из 2010. године број становника је 895, што је 7 (0,8%) становника више него 2000. године.
| Група             | 2000.       | 2010.       |
| Белци             | 507 (57,1%) | 386 (43,1%) |
| Афроамериканци    | 365 (41,1%) | 492 (55,0%) |
| Азијати           | 2 (0,2%)    | 1 (0,1%)    |
| Хиспаноамериканци | 11 (1,2%)   | 5 (0,6%)    |
| Укупно            | 888         | 895         |